# الإسلام في منغوليا

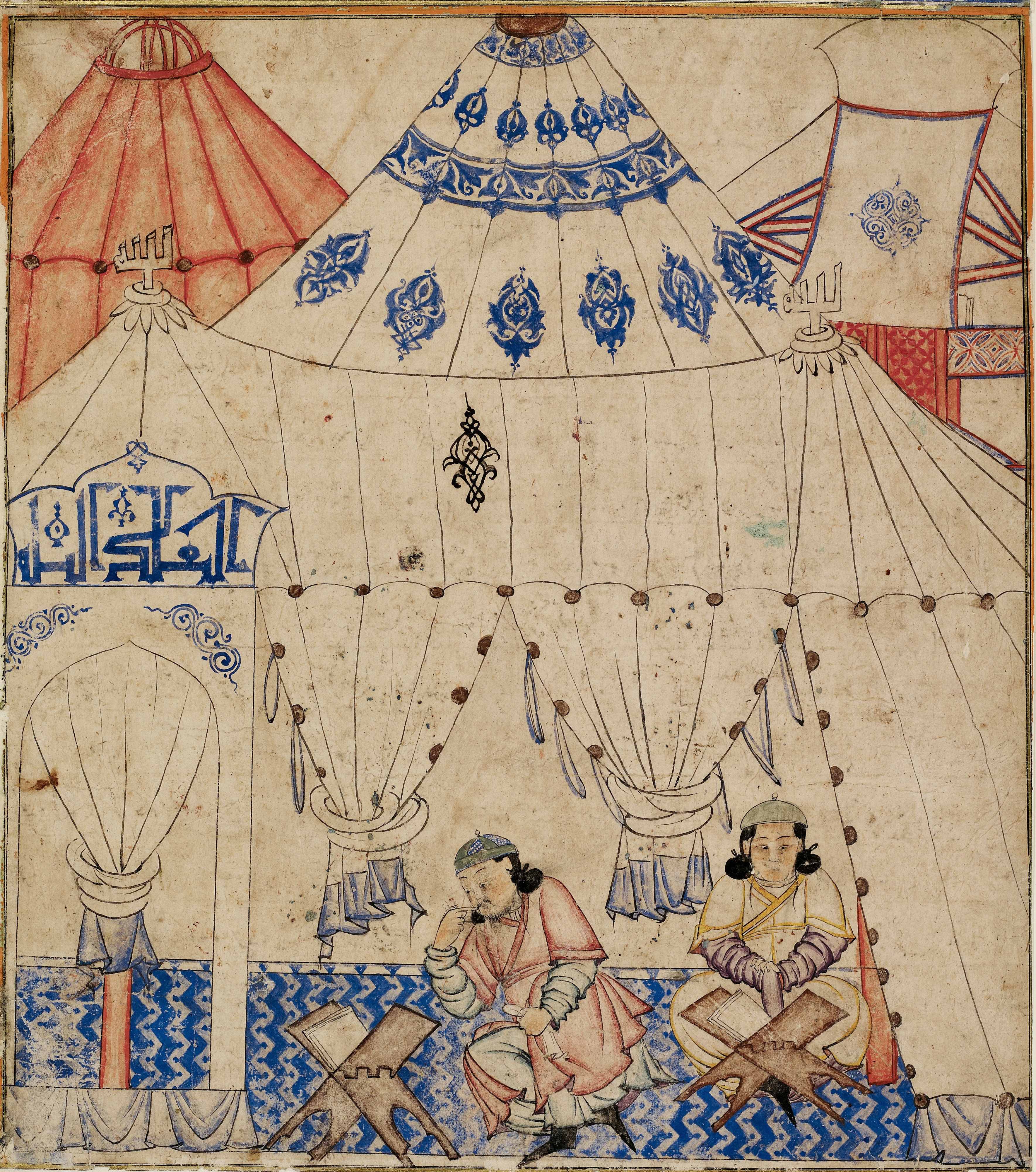
الأمير المنغولي غازان يدرس القرآن

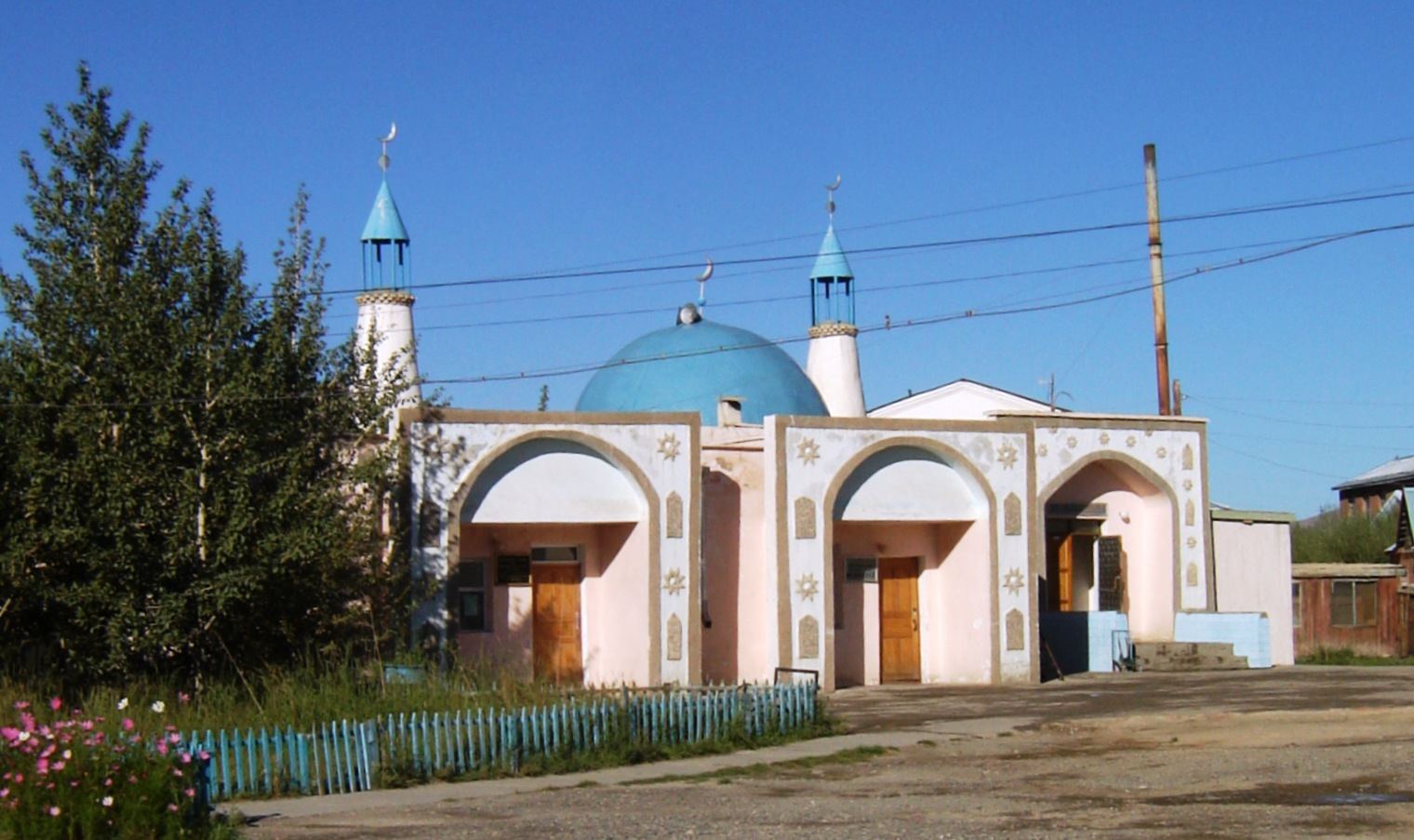
المسجد الرئيسي في أولجي

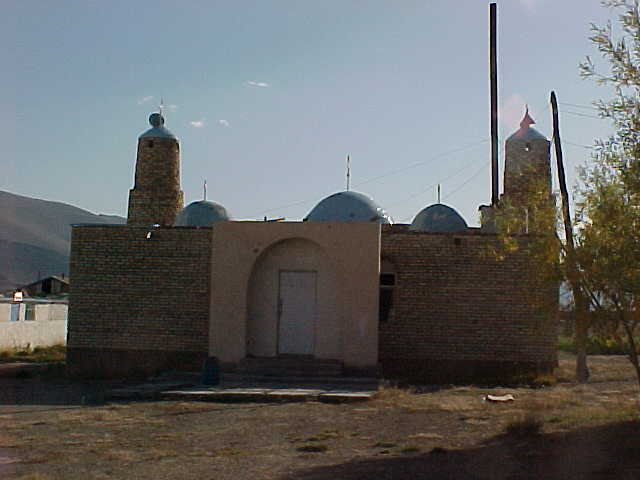
مسجد في قرية تولبو في بيان أولجي إماج

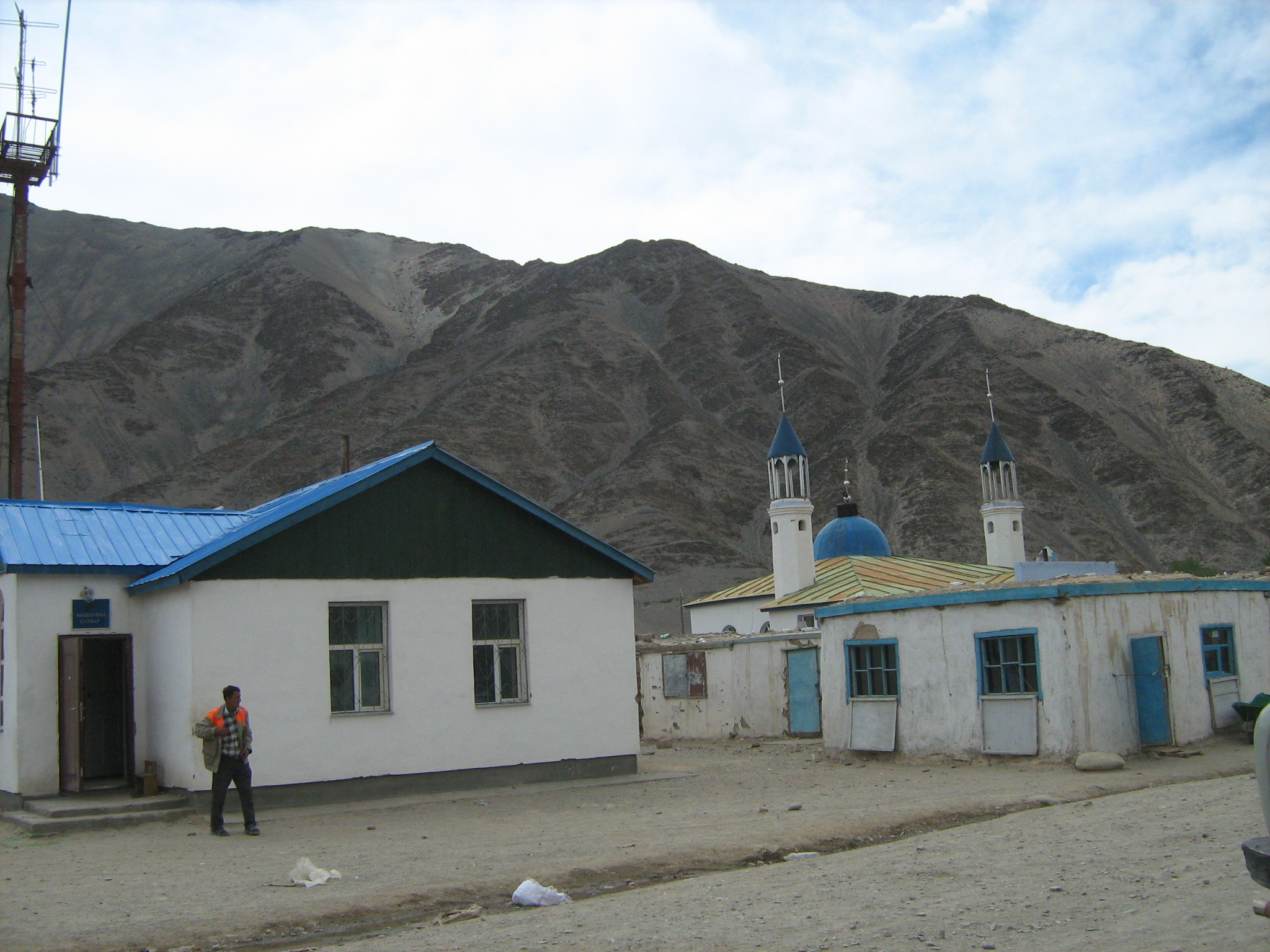
مسجد في قرية بولجان في بيان أولجي

 يشكل الإسلام في منغوليا ما يقرب من 3 إلى 5% من السكان. يمارس من قبل عرقية الكازاخ من محافظة بايان-أولجي (88.7% من إجمالي سكان الأقاليم) ومحافظة خوفد (11.5% من إجمالي السكان يعيشون بصورة رئيسية في مدينة خوفد) في غرب منغوليا. بالإضافة إلى عدد من المجتمعات الكازاخستانية الصغيرة المتواجدة في مدن وبلدات تنتشر في جميع أنحاء البلاد. يعتنق الإسلام أيضا مجموعات صغيرة من عرقية الخوتون والأويغور.

## التاريخ

### الفترة المبكرة
وصل الإسلام إلى منغوليا من خلال طرق التجارة القديمة، وعن طريق عناصر القزاف والأيغور منذ عدة قرون ولقد أسهم في نشر الإسلام جوارها لمنطقة تركستان الشرقية. وينتشر المسلمون في ولايات مختلفة من منغوليا أبرزها ولاية يايان أولغي، وكبنتاي، ونالاي خان.
يرجع تاريخ أول دليل على وجود الإسلام في منغوليا إلى عام 1254 عندما زار الفرنسيسكان ويليام أوف روبروك ملعب خان مونكا الكبير في قراقورم. احتفل بعيد الفصح في كنيسة مسيحية نسطورية ولكنه لاحظ أيضًا سبعة معابد لبعض الديانات (البوذية والهندوسية والطاوية) ومسجدين. لذلك، يرجح مؤرخون تاريخ وصول الإسلام إلى منغوليا إلى ما بين عام 1222 وعام 1254. كما لاحظ المغولُ الإسلام بعد أن غزا جنكيز خان أفغانستان. في عام 1222، في طريق عودته إلى منغوليا، زار بخارى في بلاد ما وراء النهر. كان يعتقد أنه سأل عن الإسلام، وبعد ذلك وافق على العقيدة الإسلامية باستثناء الحج، معتبراً إياها غير ضرورية. ومع ذلك، واصل عبادة تنكري كما فعل أسلافه.
استمر جنكيز خان وأباطرة اليوان التالين في حظر الممارسات الإسلامية مثل الذبح الحلال، وفرض الأساليب المغولية لذبح الحيوانات على المسلمين، واستمرت درجات تقييدية أخرى. كان على المسلمين ذبح الخراف سرا. وصف جنكيز خان المسلمين واليهود «بالعبيد» وطالبهم باتباع طريقة المغول في تناول الطعام بدلاً من الطريقة الحلال. كما تم حظر الختان. تأثر اليهود أيضًا ومُنعوا من قبل المغول من تناول الطعام الكوشروت.
تحول حفيد جنكيز خان بركة خان إلى الإسلام بسبب جهود سيف الدين درويش، وهو درويش من خورازم، وبالتالي أصبح بركة خان أحد أوائل الحكام المغول الذين اعتنقوا الإسلام. ويدين قادة مغول آخرون بتحولهم إلى الإسلام بسبب نفوذ زوجاتهم المسلمات. في وقت لاحق، كان الحاكم المملوكي الظاهر بيبرس هو الذي لعب دورًا مهمًا في جلب العديد من القبائل الذهبية من المغول إلى الإسلام. طور بيبرس علاقات قوية مع المغول من القبيلة الذهبية واتخذ خطوات لكي يسافر مغول القبيلة الذهبية إلى مصر. أدى وصول مغول القبيلة الذهبية الحاكمة إلى مصر إلى قبول عدد كبير من المغول للإسلام. بحلول عام 1330، أصبح ثلاثة من الخانات الأربعة الرئيسية للإمبراطورية المغولية مسلمين. كانت تلك هي خانية القبيلة الذهبية والدولة الإلخانية وخانية جغتاي. احتضنت إمبراطورية أسرة يوان أيضًا الشعوب المسلمة مثل الفرس.
على الرغم من أن محكمة إمبراطورية يوان تبنت البوذية التبتية كدين رسمي، إلا أن غالبية المغول العاديين، وخاصة أولئك الذين استمروا في العيش في منغوليا، ظلوا شامانيين. بعد تراجع سلالة يوان، أصبحت الشامانية مرة أخرى الديانة السائدة. بدرجات متفاوتة، استمرت العلاقات السياسية والاقتصادية مع الدول الإسلامية مثل موغوليستان.

### العصر الحديث
تم نقل عرقية خوتون المسلمة إلى غرب منغوليا من شينجيانغ في القرنين السابع عشر أو الثامن عشر بواسطة خانات زونغار. يعيش معظمهم اليوم في محافظة أوفس. يعيش أيضًا عدد صغير من الأويغور في منغوليا ويقيمون بشكل أساسي في خوفد. ويعيش عدد قليل أيضًا في بايان أولجي.
بدأ الكازاخ المسلمون الاستقرارَ في منطقتي جونجاريا وألتاي في أواخر القرن التاسع عشر. كانت غالبية هؤلاء الكازاخستانيين من قبيلتي كيري ونعيمان، وكثير منهم هربوا من الاضطهاد في روسيا القيصرية. عندما تولى بوغدو خان السلطة في منغوليا في 29 ديسمبر 1911، سعى الكازاخستانيون في منطقتي شينجيانغ وألتاي إلى رعاية الخانات المستعادة. اعترفت بهم حكومة بوغدو خان وسمحت لهم بالاستقرار في المنطقة الغربية من إقليم كوبدو في منغوليا.

### العصر الشيوعي
تأسست محافظة بايان أولجي كجزء من الإصلاحات الإدارية للجمهورية الشعبية المنغولية في عام 1940. نتيجة لارتفاع معدلات المواليد تاريخيا، ازداد عدد السكان المسلمين في منغوليا بين عامي 1956 و 1989. ومع ذلك، كان هناك انخفاض في عدد السكان المسلمين في 1990-1993 بسبب الموجة الكبيرة من عودة الكازاخستانيين إلى كازاخستان بعد تفكك الاتحاد السوفياتي.

## اليوم
ينتشر الإسلام في الغالب في الجزء الغربي من البلاد وكذلك في عاصمة منغوليا. تشمل بعض المراكز السكانية الرئيسية التي لها حضور إسلامي كبير أولان باتور (90٪) ومحافظة توف ومحافظة سيلنج ودارخان وبولجان، (17.1٪ من إجمالي السكان) ومدن بيرخ.
| 1956  | ٪    | 1963  | ٪    | 1969   | ٪    | 1979   | ٪    | 1989    | ٪    | 2000    | ٪    | 2007    | ٪    |
| ----- | ---- | ----- | ---- | ------ | ---- | ------ | ---- | ------- | ---- | ------- | ---- | ------- | ---- |
| 36729 | 4.34 | 47735 | 4.69 | 62،812 | 5.29 | 84،305 | 5.48 | 120،506 | 6.06 | 102،983 | 4.35 | 140،152 | 5.39 |

## التحديات
منذ أن سيطرت العناصر الشيوعية على منغوليا، تعرض المسلمون إلى العديد من التحديات، فلقد أعدم عدد كبير من الأئمة والمشايخ والمتدينين، وأحرقت السلطات جميع الكتب الدينية، وهدمت المساجد وحرمت الشعائر الدينية، وحرم التعليم الإسلامي، وخلت الساحة من رجال الدين وأصبح الإسلام ذكري في نفوس كبار السن فابتعد المسلمون عن دينهم، وخضع المسلمون لهذا التحدي طيلة 70 عاماً. ولكن نتيجة لسياسة الانفتاح التي سادت الكتلة الشرقية في السنوات الأخيرة، سمحت السلطات بدخول الكتب الدينية، واستخدام لغتهم القومية في التعليم، وسمحت بارسال بعثات إلى خارج البلاد للتعليم، ووصلت بعثات إسلامية من جماعة التبليغ من الهند وباكستان، ووصل إليها بعض الأفراد من القزاق المسلمين الذين يعيشون خارج منغوليا.

## أبرز المسلمين المغول

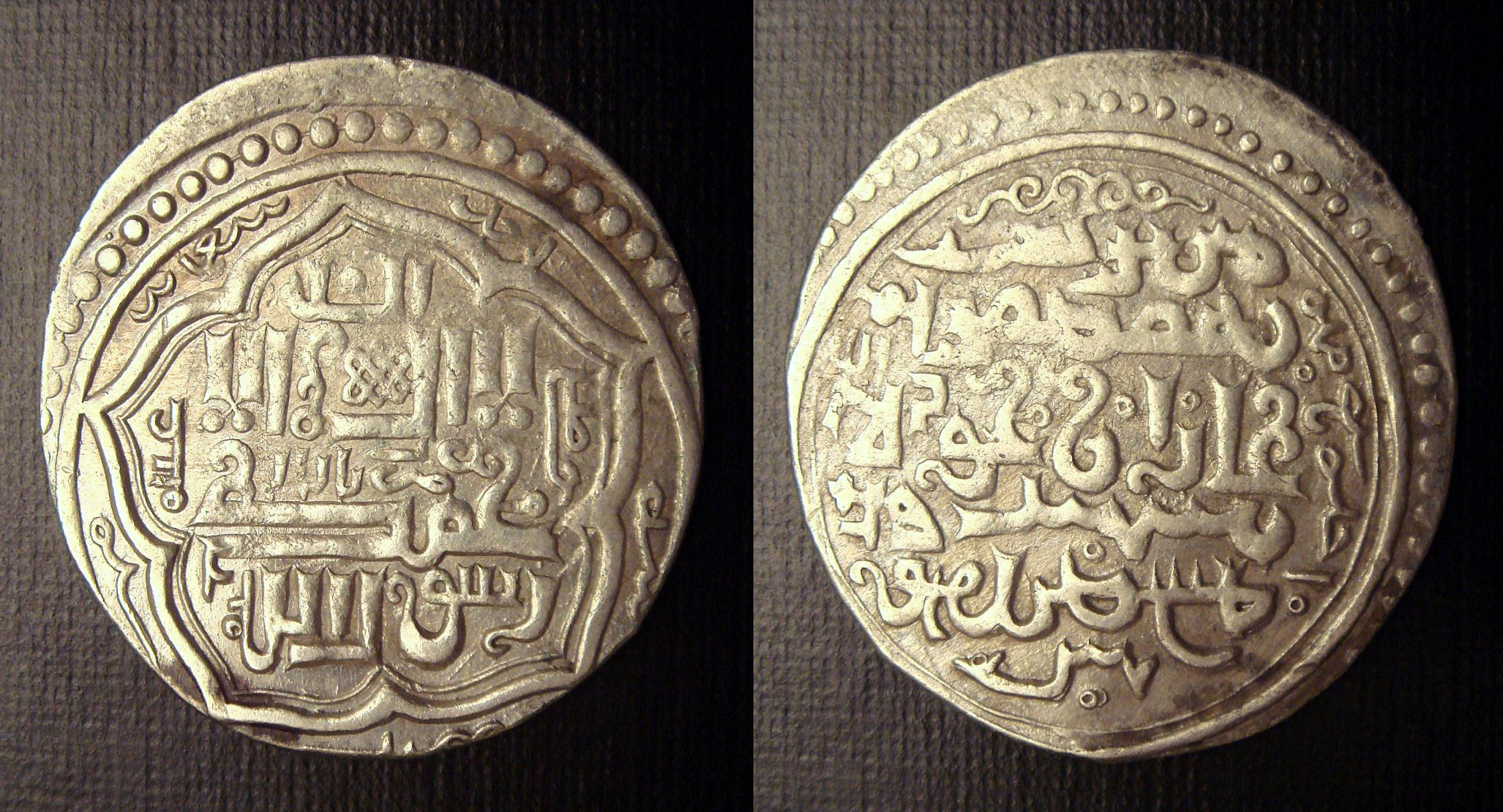
عملة غازان مكتوب عليها الشهادتان

- بركة خان - حفيد جنكيز خان وزعيم القبيلة الذهبية الذي كان أول حاكم منغولي يؤسس الإسلام في دولة منغوليا.[15]
- محمود غازان - الحاكم السابع للدولة الإلخانية.[16]
- محمد أولجايتو - مسيحي سابق، كان الحاكم الثامن للسلالة الإلخانية في إيران من 1304 إلى 1316.[17]
- مبارك شاه - رئيس خانية جغتاي.[18]
- نوروز - أمير منغولي اعتنق الإسلام؛[19] لعب دورًا مهمًا في سياسة الدولة الإلخانية.
- نيكودار - قائد عسكري في عهد بركة خان.[20]
- نوغاي خان - جنرال مغولي وحفيد جنكيز خان.[21]
- تكودار - زعيم الدولة الإلخانية كان في السابق يعتنق المسيحية النسطورية.[22]
- تودا مينجو - زعيم المغول من القبيلة الذهبية.[23]
- توغلو تيمور - خان موغوليستان.[24]

## قراءة معمقة
- الأقليات المسلمة في آسيا وأستراليا لسيد عبد المجيد بكر.